# مارسلو ساراگوسا
مارسلو ساراگوسا (پرتغالی: Marcelo Saragosa؛ زادهٔ ۲۲ ژانویهٔ ۱۹۸۲) بازیکن فوتبال اهل برزیل است.
از باشگاه‌هایی که در آن بازی کرده‌است می‌توان به سائوپائولو، لس‌آنجلس گلکسی، اف‌سی دالاس، چیواس یواس‌ای و دی‌سی یونایتد اشاره کرد.